# Rudolf Herzog
Rudolf Herzog (Barmen, 6 dicembre 1869 – Rheinbretbach, 3 febbraio 1943) è stato uno scrittore tedesco.
Esponente di una borghesia nazionalista, espresse nei suoi drammi e romanzi le sue marcate tendenze politiche.

## Opere
- 1903 Die vom Niederrhein
- 1904 Das Lebenslied
- 1905 Die Wiskottens
- 1908 Das Goldene Zeitalter
- 1911 Die Burgkinder
- 1911 Die Welt in Gold
- 1914 Das grosse Heimweh
- 1914 Der Graf von Gleichen
- 1917 Die Stoltenkamps und ihre Frauen
- 1920 Die Buben der Frau Opterberg. Roman
- 1922 Kameraden
- 1929 Wilde Jugend- Ein Lebensroman. Stuttgart und Berlin: Cotta Verlag
- 1932 Horridoh Lützow!
- 1934 Geschichte des deutschen Volkes und seiner Führer
- 1938 Elisabeth Welsers Weggenossen
- Der Abenteurer
- Hanseaten

## Filmografia
- Die vom Niederrhein, regia di Rudolf Walther-Fein, Rudolf Dworsky - romanzo (1925)
- Hanseaten, regia di Gerhard Lamprecht - romanzo (1925)
- Der Abenteurer, regia di Rudolf Walther-Fein - sceneggiatura (1926)
- Die Wiskottens, regia di Die Wiskottens] - romanzo (1926)
- Das Lebenslied, regia di Arthur Bergen - romanzo (1926)
- Die vom Niederrhein, regia di Max Obal - romanzo (1933)
- Alte Kameraden, regia di Fred Sauer - romanzo (1934)